# Сконская сделка
Сконская сделка (швед. Skåneaffären)— покупка в 1332 г. королём Швеции Магнусом Эрикссоном за 34 000 марок серебра у Дании Сконе, Блеклинге, Листер и острова Вен. Сделка была оформлена соглашением от 4 ноября 1332 г. в Хельсингборге. Оставшиеся под властью Дании сканские графства Бьяре и Норра-Осбо с небольшой частью Халланда были куплены в 1341 году.

## Заключение договора
Причиной продажи было то, что королевство Дания находилась в тяжелом экономическом кризисе. При короле Эрике VI Менведе страна была вовлечена в несколько дорогостоящих войн в северной Германии, что заставило его выдать несколько ипотечных кредитов в разных частях Дании.
Когда король Эрик умер в 1319 году, трон занял его брат Кристофер II, решивший вернуть в большинстве своём утраченные в конце правления Эрика завоевания, что, в свою очередь, привело к новым долгам и высоким налогам. Это привело к восстанию в 1326 году, когда Кристофер был окончательно свергнут. Страна была в значительной степени разделена между финансировавшие двух королей под залог графами Гольштейна Герхарда III и его двоюродного брата Иогана. Новым королём был избран Вальдема Шлезвигский, который не играл важной роли в управлении страной и был ограничен подписанными соглашениями. Однако между Герхардом (контролировавшим Ютланд и Феонию) и Иоганом (оставшаяся часть Дании) началась борьба за власть, что побудило Иоганна поддержать реставрацию Кристофера, который также был его сводным братом.
Попытка не удалась, но Кристофер, тем не менее, был восстановлен на троне, став покорным слугой Герхарда. Иогану же было разрешено сохранить своё имущество, но он тоже полностью подчинялся Герхарду. Сканская знать и простолюдины были очень недовольны ситуацией и связались со шведско-норвежским королем Магнусом Эрикссоном, чтобы заручиться поддержкой восстания против Иогана. В 1332 году повстанцы вместе со шведской армией осадили замок Хельсингборг, но взять его не смогли. Однако в конце концов они пришли к соглашению, по которому Магнус Эрикссон выкупил у регентов заложенные Сконе и Блекинге за 34 тыс. серебряных марок, и летом того же года он был провозглашен королем этих провинций.

## Датское отвоевание
Сохранявшаяся и усилившаяся при Герхарде и Иогане зависимость от немецких кредиторов привело к усилению недовольства датской знати, ранее поддерживавшей регентов. Несколько крестьянских восстаний и усиление пиратства создали ещё больший хаос в то время, когда Герхард находился под давлением Ганзы, которая хотела, чтобы сын Кристофера Вальдемар стал королём. Герхард подготовил передачу власти, но перед этим он отправился весной 1340 года в северную Ютландию, чтобы подавить очередное восстание. Во время этой кампании он был убит дворянином Нильсом Эббесеном в городе Раннерс. После коронации Вальдемара IV Иоганн в 1346 году за денежную выплату вернул ему заложенные его отцом Лолланд и Зеландию. Благодаря налоговой политике и усилению королевской власти Вальдемар в конце концов сумел воссоединить Данию к западу от Эресунна, и теперь он обратил свой взор на утраченную Сканию.
В Швеции вспыхнуло восстание против короля во главе с его сыном Эриком.,К 1357 г. значительная часть королевства была в руках восставших, и Магнус обратился к Вальдемару с просьбой помочь в междоусобице. В 1359 году было заключено соглашение, по которому замок Хельсингборг возвращался Дании, но в июне того же года Эрик внезапно умер, в результате чего власти Магнуса ничто не угрожало.
Вальдемар вторгся в Сконе, где осадил Хельсингборг. Теперь начались переговоры, на которых третейским судьёй был Альбрехт Мекленбургский. Магнус передал замок Альбрехту в 1360 г., после чего переговоры шли уже без участия шведского правителя. В итоге немецкий герцог передал замок в обмен на 10 тыс. серебряных марок и замок Плауэ в южном Мекленбурге. После падения Хельсингборга, считавшегося ключевой опорой региона, датчане смогли завоевать остаток Скании, а вскоре также Блекинге и южного Халланда.